# Danny Jones (polityk)
Danny Jones (ur. 16 sierpnia 1950) – amerykański polityk, burmistrz Charleston od czerwca 2003 do stycznia 2019. Do 2016 roku należał do Partii Republikańskiej.